# Dell (Arkansas)
Dell è un comune degli Stati Uniti d'America, situato in Arkansas, nella contea di Mississippi.